# Bruno Tshibala
Bruno Tshibala Nzenzi (Lubumbashi, 20 febbraio 1956) è un politico della Repubblica Democratica del Congo, Primo Ministro del Paese dal 18 maggio 2017 al 7 settembre 2019.